# کاروانسرای دیو دان
کاروانسرای دیو دان مربوط به دوران‌های تاریخی پس از اسلام است و در شهرستان خرامه، روستای کوه خیاره واقع شده و این اثر در تاریخ ۱۰ دی ۱۳۸۱ با شمارهٔ ثبت ۶۷۸۱ به‌عنوان یکی از آثار ملی ایران به ثبت رسیده است.